# Sofian El Moudane
Sofian El Moudane (Saint-Étienne, 16 marzo 1994) è un calciatore francese, centrocampista dell'Al-Najaf.

## Carriera
Dopo aver giocato nelle divisioni inferiori del campionato francese con varie squadre, il 1º gennaio 2019 viene acquistato a titolo definitivo dalla squadra slovacca del Senica. In seguito ha giocato anche nella massima serie marocchina.

## Palmarès

### Club

#### Competizioni nazionali
- Campionato marocchino: 1

Wydad Casablanca: 2020-2021
- Coppa del Marocco: 1

RS Berkane: 2021-2022

#### Competizioni internazionali
- Coppa della Confederazione CAF: 1

RS Berkane: 2021-2022
- Supercoppa CAF: 1

RS Berkane: 2022